# Mesapamea moderata
Mesapamea moderata is een vlinder uit de familie uilen (Noctuidae). De wetenschappelijke naam is voor het eerst geldig gepubliceerd in 1843 door Eversmann.
De soort komt voor in Europa.